# Emily Ratajkowski
Emily O'Hara Ratajkowski (/ˌrætəˈkaʊski/, tiếng Ba Lan: [ratajˈkɔfskʲi], sinh ngày 7/6/1991) là một nữ diễn viên, người mẫu người Mỹ. Sau lần đầu được biết tới khi lên bìa tạp chí treats! số tháng 3/2012, cô được mời tham gia vào các video ca nhạc như "Blurred Lines" của Robin Thicke và "Love Somebody" của Maroon 5.
Ratajkowski bắt đầu sự nghiệp người mẫu chuyên nghiệp vào năm 2015, khi cô trình diễn cho hãng Marc Jacobs tại Tuần lễ Thời trang New York. Cô cũng từng diễn cho Miu Miu (Tuần lễ Thời trang Paris) và cho Bottega Veneta, Dolce & Gabbana, Versace (Tuần lễ Thời trang Milan).
Ratajkowski bắt đầu sự nghiệp diễn xuất từ khi còn là một cô bé ở thành phố San Diego, sau này cô nổi tiếng với sê-ri truyền hình iCarly (2009–2010). Vai diễn điện ảnh đầu tay của cô là trong phim Gone Girl (2014, đóng cùng Ben Affleck). Một số phim điện ảnh khác mà cô từng tham gia có thể kể đến như: Entourage (2015), We Are Your Friends (2015), I Feel Pretty (2018) và Welcome Home (2018).

## Thời thơ ấu
Emily O'Hara Ratajkowski sinh ngày 7 tháng 6 năm 1991 ở Westminster, London, Anh Quốc. Cô là con một, cha cô là John David "J.D." Ratajkowski, mẹ cô là Kathleen Anne Balgley, cả hai ông bà đều là người Mỹ.
Khi cô được 5 tuổi, cả gia đình cô chuyển tới thành phố San Diego, California sinh sống.